# Sedum plicatum
Sedum plicatum är en fetbladsväxtart som beskrevs av J. Thiede och H. 't Hart. Sedum plicatum ingår i Fetknoppssläktet som ingår i familjen fetbladsväxter. Inga underarter finns listade i Catalogue of Life.